# Major général de l'Armée de terre
Le major général de l'Armée de terre (MGAT) est un officier général des armées françaises, adjoint du chef d'état-major de l'Armée de terre.

## Responsabilités et autorité
Le major général de l'Armée de terre est chargé d'assister le chef d'état-major de l'Armée de terre et le supplée en cas d'absence ou d'empêchement,. Il «  propose et met en œuvre la politique générale de l'Armée de terre ».
Il a autorité sur l'ensemble de l'état-major de l'Armée de terre (EMAT) et, de ce fait, prépare et fait appliquer les décisions du chef d'état-major.
L'état-major de l'Armée de terre est constitué de, :
- La sous-chefferie « performance et synthèse », dirigée par un officier général ;
- La sous-chefferie « plans et programmes », dirigée par un officier général ;
- La sous-chefferie « opérations aéroterrestres », dirigée par un officier général ;
- Le pôle « relations internationales », dirigé par un officier général ;
- Le pôle « numérique et cyber », dirigé par un officier général.

Le major général de l’Armée de terre est assisté du sous-directeur des études et de la politique de la direction des ressources humaines de l’Armée de terre. Il dispose d'un officier général « anticipation et stratégie » et d'un officier supérieur adjoint.
Le major général de l'Armée de terre appuie le chef d'état-major de l'Armée de terre dans l'exercice de son autorité sur :
- La direction des ressources humaines de l'Armée de terre (DRHAT) ;
- Le commandement des forces opérationnelles terrestres (CFOT) ;
- La direction centrale de la structure intégrée du maintien en condition opérationnelle des matériels terrestres (DC SIMMT) ;
- Le commandement du combat futur (CCF) ;
- Les officiers généraux commandant de zone terre.

Enfin, il exerce une autorité directe sur :
- Le commandement de l'Aviation légère de l'Armée de terre (COMALAT) ;
- Le commandement de la Légion étrangère (COMLE)

## Liste des majors généraux de l'Armée de terre
| Portrait | Grade au moment de la prise de fonction | Major général                   | Date de prise de poste et décret de nomination | Date de prise de poste et décret de nomination | Fonction suivante                      |
| -------- | --------------------------------------- | ------------------------------- | ---------------------------------------------- | ---------------------------------------------- | -------------------------------------- |
|          | ...                                     | ...                             | ...                                            |                                                | ...                                    |
|          | Général de division                     | Bernard de Dinechin (d)         | 1988                                           |                                                | Inspecteur général de l'Armée de terre |
|          | Général de division                     | Bertrand de La Presle           | 21 décembre 1990                               | [ 4 ]                                          | Commandant de la Force d'action rapide |
|          | Général de corps d'armée                | Paul Brutin                     | 1er novembre 1993                              | [ 5 ]                                          | Gouverneur militaire de Metz           |
|          | Général de corps d'armée                | Yves Crène                      | 22 janvier 1996                                | [ 6 ]                                          | Chef d'état-major de l'Armée de terre  |
|          | Général de corps d'armée                | Henri Marescaux                 | 21 janvier 1999                                | [ 8 ]                                          | Inspecteur général de l'Armée de terre |
|          | Général de corps d'armée                | Jean-Louis Vincent              | 1er novembre 2001                              | [ 9 ]                                          | Admis en 2e section                    |
|          | Général de corps d'armée                | Alain Richard                   | 1er août 2003                                  | [ 10 ]                                         | Admis en 2e section                    |
|          | Général de corps d'armée                | Bruno Cuche (intérim)           | 1er février 2006 — 30 mai 2006                 | ,                                              | Chef d'état-major de l'Armée de terre  |
|          | Général de corps d'armée                | Elrick Irastorza                | 1er août 2006                                  | [ 13 ]                                         | Chef d'état-major de l'Armée de terre  |
|          | Général de corps d'armée                | François-Pierre Joly            | 2 juillet 2008                                 | [ 14 ]                                         | Admis en 2e section                    |
|          | Général de corps d'armée                | Jean-Philippe Margueron         | 1er septembre 2010                             | [ 15 ]                                         | Inspecteur général de l'Armée de terre |
|          | Général de corps d'armée                | Bertrand Houitte de La Chesnais | 1er septembre 2014                             | [ 16 ]                                         | Admis en 2e section                    |
|          | Général de corps d'armée                | Bernard Barrera                 | 31 décembre 2017                               | [ 17 ]                                         | Inspecteur général de l'Armée de terre |
|          | Général de corps d'armée                | Hervé Gomart (d)                | 1er mars 2020                                  | [ 18 ]                                         | Admis en 2e section                    |
|          | Général de corps d'armée                | Patrice Quevilly (d)            | 1er août 2022                                  | [ 19 ]                                         | Inspecteur général de l'Armée de terre |
|          | Général de corps d'armée                | Jean-Christophe Béchon (d)      | 1er août 2023                                  | [ 20 ]                                         | en fonction                            |
|          | Général de corps d'armée                | Patrick Justel (d)              | 1er août 2025                                  | [ 21 ]                                         |                                        |